# Olympische Jugend-Sommerspiele 2010/Teilnehmer (Monaco)
| Gelbes Symbol für Goldmedaillen mit stilisierten Olympischen Ringen | Graues Symbol für Silbermedaillen mit stilisierten Olympischen Ringen | Braundes Symbol für Bronzemedaillen mit stilisierten Olympischen Ringen |
| ------------------------------------------------------------------- | --------------------------------------------------------------------- | ----------------------------------------------------------------------- |
| —                                                                   | —                                                                     | —                                                                       |

Die monegassische Jugend-Olympiamannschaft für die I. Olympischen Jugend-Sommerspiele vom 14. bis 26. August 2010 in Singapur bestand aus vier Athleten. Sie konnten keine Medaillen gewinnen. Fahnenträgerin bei der Eröffnungsfeier war die Wasserspringerin Pauline Ducruet, eine Nichte von Fürst Albert von Monaco.

## Athleten nach Sportarten

### Schwimmen
Mädchen
- Amélie Trinquier

### Segeln
Jungen
- Massimo Mazzolini

### Taekwondo
Jungen
- Christopher Deleage

### Wasserspringen
Mädchen
- Pauline Ducruet